# Giorgi Schirtladse
Giorgi Sergos dse Schirtladse (georgisch გიორგი სერგოს ძე სხირტლაძე, russisch Георгий Сергеевич Схиртладзе Georgi Sergejewitsch Schirtladse; * 9. November 1932 in Mtiskalta, Mingrelien und Oberswanetien; † 25. März 2008 in Tiflis) war ein sowjetischer Ringer aus Georgien.

## Leben
Giorgi Schirtladse trat früh dem Sportverein Spartak Tiflis bei, begann dort mit dem Ringen. In Tiflis hatte sich nach 1945 ein Ringerzentrum entwickelt, das eine große Anzahl hervorragender Ringer herangebildete. Schirtladse, der im freien Stil rang, gehörte dazu. Erste Erfolge auf nationaler Ebene feierte er 1953, als er sowjetischer Vizemeister im freien Stil im Mittelgewicht wurde. 1954 wurde er erstmals sowjetischer Meister in der gleichen Gewichtsklasse und besiegte dabei seinen georgischen Landmann Dawit Zimakuridse, den Olympiasieger von 1952, im Endkampf.  Sowjetischer Meister wurde Giorgi Schirtladse noch 1957 und 1960, jeweils wieder im Mittelgewicht.
Auf der internationalen Ringermatte machte er erstmals in einem Länderkampf der Sowjetunion gegen Schweden im Jahre 1954 in Stockholm auf sich aufmerksam, wo er die beiden schwedischen Spitzenringer im Mittelgewicht Bengt Lindblad und Axel Grönberg, den Olympiasieger von 1948 und 1952, besiegte. Bei den sowjetischen Meisterschaften 1956 im freien Stil belegte Schirtladse zwar hinter dem Esten Saar nur den 2. Platz, wurde aber trotzdem für die Olympischen Spiele in Melbourne nominiert. Dort erkämpfte er sich im Mittelgewicht im freien Stil die Bronzemedaille.
Bei der Weltmeisterschaft 1957 in Istanbul wurde Schirtladse Vizeweltmeister. Nach einem Sieg über Hasan Güngör aus der Türkei rang er gegen Prodan Gardschew aus Bulgarien unentschieden, verlor dann aber überraschend gegen Nabi Sorouri aus dem Iran und verspielte so den WM-Titel.
1959 belegte Schirtladse bei der II. Völker-Spartakiade der UdSSR im Mittelgewicht hinter Tausbek Dschachsorow und Nikolai Aksenow nur den 3. Platz, erhielt aber bei der Nominierung für die Weltmeisterschaft dieses Jahres in Teheran wieder das Vertrauen der sowjetischen Sportfunktionäre. In Teheran rechtfertigte er dieses Vertrauen, denn er wurde dort Weltmeister, obwohl er wieder gegen Nabi Sorouri verlor.
Im Jahr 1960 wurde Schirtladse vor G. Gobedischwili und A. Agabebian sowjetischer Meister und vertrat die Sowjetunion erneut bei den Olympischen Spielen. In Rom unterlag er gegen den US-Amerikaner Edward De Witt und erreichte somit nicht mehr den Endkampf gegen Hasan Güngör, gewann aber immerhin die Silbermedaille.
Nach 1960 war Schirtladse bei keinen internationalen Ringermeisterschaften mehr am Start.

## Internationale Erfolge
| Jahr | Platz  | Wettbewerb           | Gewichtsklasse | Ergebnisse |
| 1956 | 4.     | Welt-Cup in Istanbul | Mittel         | mit einem Sieg über Isser Bagrabadi, Iran und Niederlagen gegen Kazuo Katsuramoto, Japan und İsmet Atlı, Türkei                                                                                     |
| 1956 | Bronze | OS in Melbourne      | Mittel         | mit Siegen über Nicolas Arcales, Philippinen, Hermanus Van Zyl, Südafrika, Johann Sterr, Deutschland und İsmet Atlı und Niederlagen gegen Daniel Hodge, USA und Nikola Stantschew, Bulgarien        |
| 1957 | 2.     | WM in Istanbul       | Mittel         | mit Siegen über Fred Isenschmid, Schweiz, Takashi Nagai, Japan und Hasan Güngör, Türkei, einem Unentschieden gegen Nikola Stantschew und einer Niederlage gegen Nabi Sorouri, Iran                  |
| 1958 | 2.     | Welt-Cup in Sofia    | Mittel         | hinter Hasan Güngör und vor Lothar Lippa, DDR, Prodan Gardschew, Bulgarien und Nabi Sorouri |
| 1959 | 1.     | WM in Teheran        | Mittel         | mit Siegen über Rahmi, Irak, Boleslaw Sidorowics, Polen, Géza Hollósi, Ungarn und Lothar Lippa und trotz einer Niederlage gegen Nabi Sorouri                                                        |
| 1960 | Silber | OS in Rom            | Mittel         | mit Siegen über Mohamed Asif Khokan, Afghanistan, Madho Singh, Indien und Georg Utz, Deutschland, einem Unentschieden gegen Hans Antonsson, Schweden und einer Niederlage gegen Edward De Witt, USA |

## Sowjetische Meisterschaften
| Jahr | Platz | Gewichtsklasse | Ergebnisse                                              |
| 1953 | 2.    | Mittel         | hinter Nikolai Komow, vor S. Saar                       |
| 1954 | 1.    | Mittel         | vor Dawit Zimakuridse und Estete Karkubaschwili         |
| 1955 | 2.    | Mittel         | hinter S. Saar, vor Nikolai Komow                       |
| 1956 | 1.    | Mittel         | vor S. Preobraschenski und S. Saar                      |
| 1957 | 1.    | Mittel         | vor Tausbek Dschachsorow                                |
| 1958 | 2.    | Mittel         | hinter Guram Godechischwili, vor Konstantin Nischeradse |
| 1959 | 3.    | Mittel         | hinter Tausbek Dschachsorow und Nikolai Aksenow         |
| 1960 | 1.    | Mittel         | vor Guram Godechischwili und Aram Agabebjan             |

Erläuterungen
- alle Wettkämpfe im freien Stil
- OS = Olympische Spiele, WM = Weltmeisterschaft
- Mittelgewicht, damals bis 79 kg Körpergewicht